# Ka’abije-Tabbasz-Hajajre
Ka’abije-Tabbasz-Hajajre (hebr. כעביה-טבאש-חג'אג'רה; arab. كعبية طباش حجاجرة; ang. Ka'abiyye-Tabbash-Hajajre) – samorząd lokalny położony w Dystrykcie Północnym, w Izraelu.

## Położenie
Miejscowość jest położona na wysokości od 100 do 200 metrów n.p.m. na stokach czterech wzgórz zamykających od północnego zachodu intensywnie użytkowaną rolniczo Dolinę Jezreel w Dolnej Galilei na północy Izraela. Wzgórza są położone po obu stronach wadi strumienia Cipori. W jej otoczeniu znajduje się miejscowości Bir al-Maksur, Zarzir i Basmat Tab’un, kibuce Harduf i ha-Solelim, moszawy Bet Lechem ha-Gelilit i Allone Abba, wioski komunalne Adi, Allon ha-Galil i Nofit, oraz nieformalna wioska arabska Ras Ali.
Ka’abije-Tabbasz-Hajajre jest położone w Poddystrykcie Jezreel, w Dystrykcie Północnym Izraela.

## Historia
W okresie nasilenia osadnictwa żydowskiego w Dolinie Jezreel, na początku XX wieku Żydowski Fundusz Narodowy wykupił tutejsze grunty od arabskich właścicieli. Gdy w latach 50. XX wieku przystąpiono do budowy miejscowości Jokne’am, wysiedlono z jej okolicy pół-koczownicze plemiona beduińskie. Poszukując dla nich alternatywnego miejsca zamieszkania, Żydowski Fundusz Narodowy zaproponował właśnie tę okolicę. Początkowo Beduini osiedli na równinie przy dzisiejszym mieście Szefaram, a następnie spontanicznie utworzyli osiedla prowizorycznie budowanych domów w proponowanej przez władze okolicy. W ten sposób powstały trzy wioski, nazwane od plemion, które w nich zamieszkiwały. Na wzgórzu położonym na północ od strumienia Cipori powstała wioska Arab al-Ka'abije (oficjalnie uznana przez władze w 1970 r.). Po stronie południowej strumienia powstały dwie wioski: od zachodu Tabbasz (oficjalnie uznana w 1979 r.) i od wschodu Hajajre (uznana w 1970 r.). W 1982 roku wioskę Tabbasz dołączono do większej Arab al-Ka'abije. Powstała w ten sposób osada została nazwana Ka'abije Tabbasz. W 1995 roku dołączyła do nich wioska Hajajre, tworząc w ten sposób osadę Ka’abije-Tabbasz-Hajajre. W 1996 roku otrzymała ona status samorządu lokalnego.

## Demografia

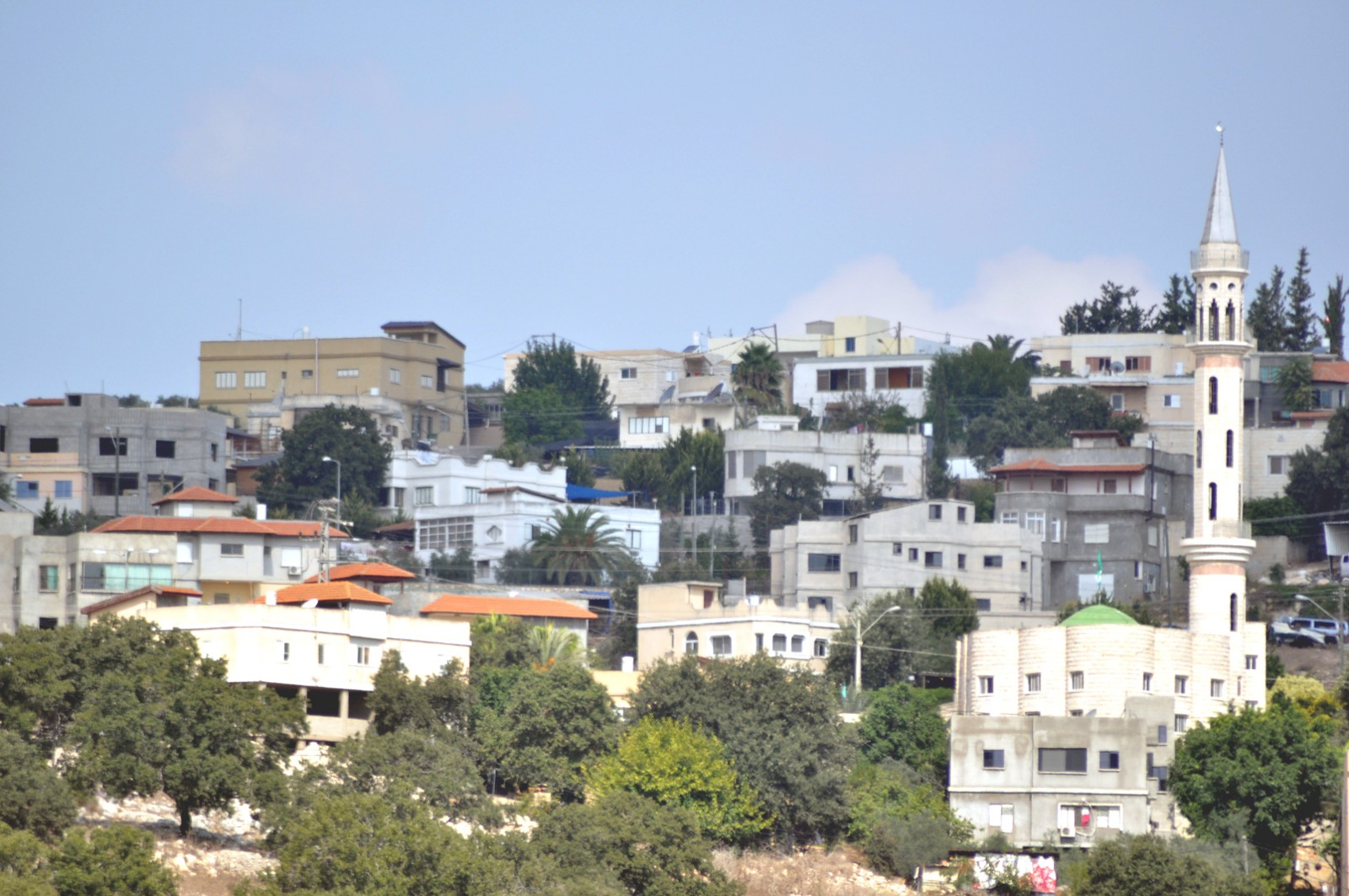
Typowa zabudowa miejscowości

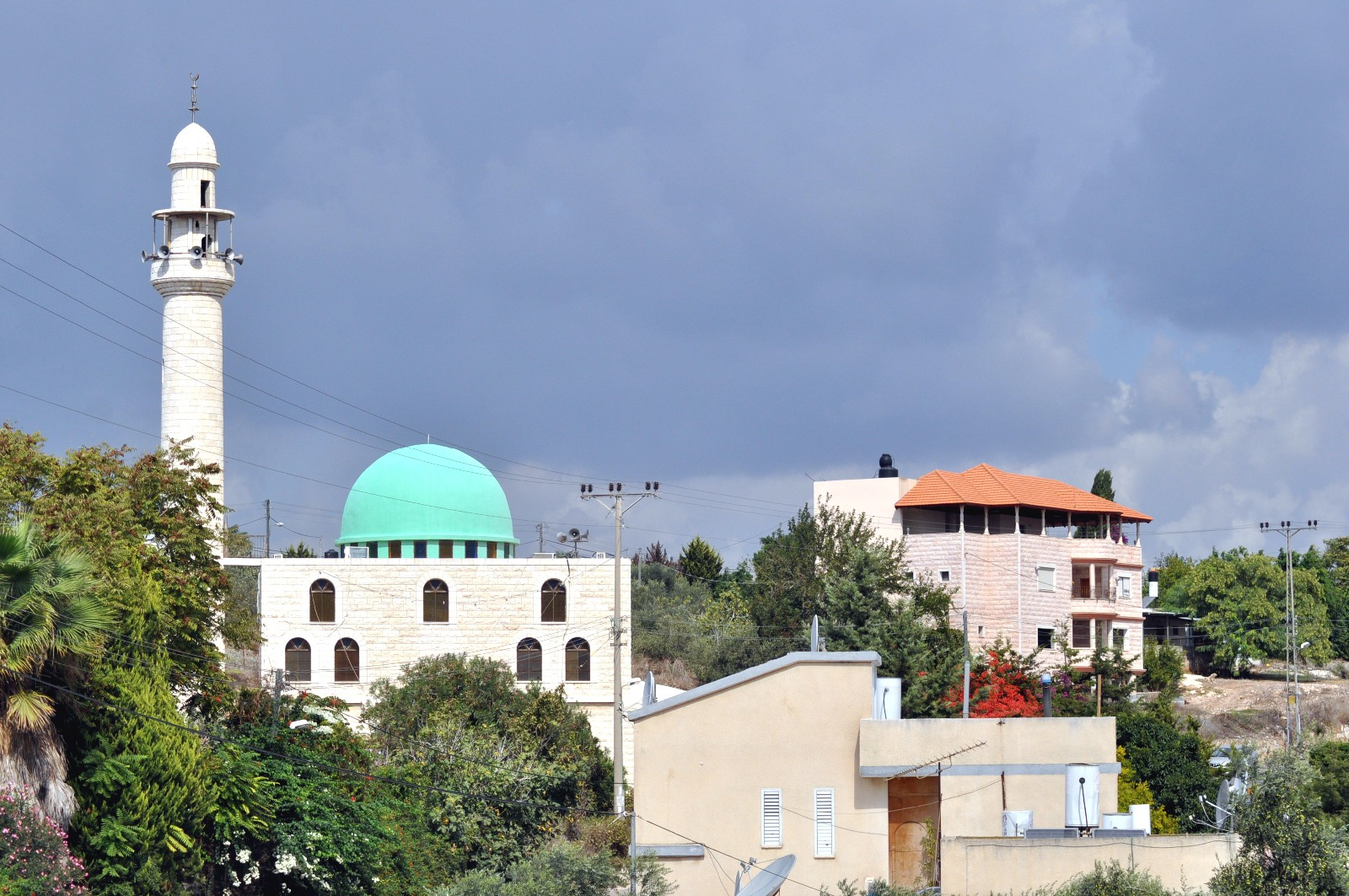
Meczet z minaretem

Zgodnie z danymi Izraelskiego Centrum Danych Statystycznych w 2012 roku w Ka’abije-Tabbasz-Hajajre żyło 4,7 tys. mieszkańców, w 100% Arabowie muzułmanie. Jest to niewielkie miasteczko, którego populacja charakteryzuje się niewielkim, lecz stałym wzrostem liczebności. Według danych z 2011 roku przyrost naturalny w porównaniu do poprzedniego roku wyniósł 2,2%. W roku tym urodziło się 116 dzieci, a zmarło 107 osób (odnotowano 1 zgon niemowląt). Według danych za 2010 rok liczba zatrudnionych pracowników wynosiła 1568, a liczba osób pracujących na własny rachunek wynosiła 86. Średnie miesięczne wynagrodzenie w 2010 roku wynosiło 4327 ILS (średnia krajowa 7070 ILS). Zasiłki dla bezrobotnych pobierało 29 osób, w tym 17 mężczyzn (średni wiek: 41 lat). Świadczenia emerytalne oraz rentowe pobierało 169 osób, a zapomogi społeczne 353 osoby.
| Wiek (w latach) | Procent populacji w % |
| --------------- | --------------------- |
| 0 – 4           | 12,2                  |
| 5 – 9           | 12,8                  |
| 10 – 14         | 11,7                  |
| 15 – 19         | 10,6                  |
| 20 – 29         | 17,1                  |
| 30 – 44         | 18,9                  |
| 45 – 59         | 11,8                  |
| 60 – 64         | 1,3                   |
| 65 –            | 3,7                   |

Źródło danych: Central Bureau of Statistics.

## Gospodarka
Lokalna gospodarka opiera się głównie na handlu i rzemiośle. Część mieszkańców dojeżdża do pracy w pobliskich strefach przemysłowych.

## Transport
Z miejscowości wyjeżdża się drogą nr 7626 na południowy zachód, do drogi ekspresowej nr 77. Po drugiej stronie tej drogi jest miejscowość Zarzir. Jadąc drogą nr 77 na północny wschód dojeżdża się do skrzyżowania z drogą ekspresową nr 79, a jadąc na południowy zachód do miejscowości Ramat Jiszaj. W 2011 roku w mieście było zarejestrowanych 1259 pojazdów silnikowych, w tym 938 samochodów osobowych (średnia wieku samochodów prywatnych wynosiła 11 lat).

## Architektura
Pierwotnie były to trzy wioski rolnicze, jednak wraz ze wzrostem liczebności mieszkańców zaprzestano gospodarki rolnej. Kolejne domy budowano w sposób chaotyczny, bez zintegrowanej infrastruktury, która umożliwiałaby korzystanie z budynków publicznych i usług komunalnych. Trudny teren górski utrudnia budownictwo i spowalnia tworzenie infrastruktury.

## Edukacja i religia
W miejscowości znajdują się dwie szkoły podstawowe, w których w 2010 roku uczyło się 1,3 tys. uczniów. Są tutaj dwa meczety.

## Sport i turystyka
W miejscowości są dwa boiska do piłki nożnej. W 1994 roku na sąsiednich wzgórzach położonych na południe od miejscowości, utworzono Rezerwat przyrody Allone Abba. Chroni on unikatowy zespół leśny dębów, a także pistacji, szarańczyn strąkowych i judaszowców.